# Danielle Sassoon
Danielle Renee Sassoon (Nueva York, 1986) es una abogada estadounidense que se desempeñó como fiscal interina de los Estados Unidos para el Distrito Sur de Nueva York entre el 21 de enero de 2025 y el 13 de febrero de 2025, designada por Donald Trump. Como fiscal adjunta de los Estados Unidos en el distrito, logró importantes condenas contra el traficante sexual Larry Ray y el estafador Sam Bankman-Fried. Renunció al Departamento de Justicia de los Estados Unidos para evitar cumplir con la orden del fiscal general adjunto de los Estados Unidos interino, Emil Bove, de desestimar los cargos federales de corrupción criminal contra el alcalde de Nueva York, Eric Adams.

## Primeros años de vida y educación
Danielle Renee Sassoon nació en 1986 en la ciudad de Nueva York, hija de Salomon («Sol») y Evelyn Sassoon. Su padre era socio del bufete de abogados Morrison Cohen y ahora es socio del bufete de abogados BakerHostetler, y su madre trabajaba como psicóloga clínica e investigadora. Su abuela escapó de Siria para evitar la persecución contra los judíos sirios antes de la creación de Israel en 1948. Mientras asistía a la Ramaz School ('04), una escuela judía ortodoxa moderna en el Upper East Side de Manhattan, donde fue la primera de su clase, estudió el Talmud, lo que ella considera una preparación para su futuro trabajo legal.
Se graduó magna cum laude de la Universidad Harvard con una licenciatura en Historia y Literatura en 2008. Luego asistió a la Escuela de Derecho Yale, donde fue editora de artículos de Yale Law Journal, graduándose en 2011.
Posteriormente, trabajó como asistente legal del juez conservador J. Harvie Wilkinson III del Tribunal de Apelaciones de los Estados Unidos para el Cuarto Circuito. De julio de 2012 a agosto de 2013, trabajó como secretaria del juez conservador Antonin Scalia en la Corte Suprema de los Estados Unidos. Posteriormente trabajó como asociada de litigios en el bufete de abogados Kirkland & Ellis en su oficina de la ciudad de Nueva York. En el semestre de primavera de 2016, fue coprofesora de un seminario sobre la Corte Suprema como profesora adjunta en la Escuela de Derecho de la Universidad de Nueva York.

## Procesos judiciales
En 2016, fue contratada como fiscal federal adjunto por Preet Bharara, fiscal federal para el Distrito Sur de Nueva York. Trabajando en la Unidad de Crimen Violento y Organizado, se concentró en casos de asesinato y crimen organizado. Durante su tiempo en el cargo, consiguió una sentencia de 60 años contra Larry Ray por extorsión y tráfico sexual de estudiantes del Sarah Lawrence College. En 2023, Sassoon y su colega fiscal adjunto estadounidense Nicholas Roos prevalecieron en el juicio de Sam Bankman-Fried, asegurando una sentencia de 25 años por fraude, conspiración y lavado de dinero. Manejó personalmente el interrogatorio de Bankman-Fried en el juicio.
Posteriormente se desempeñó como codirectora de Apelaciones Penales. En 2023, recibió el Premio a la Mejor Fiscal en las Fuerzas de Seguridad Federales. En 2024, recibió el Premio del Director del FBI por su destacada investigación criminal.

### Caso Eric Adams y renuncia
En enero de 2025, el presidente Donald Trump nombró a Sassoon como fiscal federal para el Distrito Sur de Nueva York interina, en espera de la confirmación del Senado de Jay Clayton. El mes siguiente, el fiscal general adjunto de los Estados Unidos interino, Emil Bove, ordenó a Sassoon que el abogado principal, Hagan Scotten, desestimara los cargos federales de corrupción criminal contra el alcalde de Nueva York, Eric Adams, alegando que eso le permitiría a Adams centrarse en la aplicación de las leyes migratorias.
El 12 de febrero de 2025, Sassoon envió una carta a la fiscal general Pam Bondi manifestando su intención de renunciar si era obligada a retirar los cargos por razones explícitamente políticas, indicando su confianza en que Adams era culpable de los delitos imputados. En una nota a pie de página, afirmó que los abogados de Adams habían exigido un quid pro quo, sugiriendo que él estaría «en posición de ayudar con las prioridades de cumplimiento (del DOJ)» solo si se desestimaban los cargos en su contra. Bove aceptó su renuncia al día siguiente, declarando que su conducta sería investigada por la Oficina del Fiscal General, de conformidad con la Orden Ejecutiva 14147. Cuando se le preguntó, el presidente Trump afirmó que no ordenó al Departamento de Justicia que retirara los cargos contra Adams, y luego declaró: «No sé si él o ella renunció, pero ese fiscal estadounidense fue despedido».

## Vida personal
El 28 de noviembre de 2015, se casó con Adam Katz, un analista de inversiones. Se conocieron mientras asistían a la Universidad Harvard. Es miembro de la conservadora Sociedad Federalista y está registrada como republicana.